# 弗雷罗热里奥
弗雷罗热里奥是巴西圣卡塔琳娜州的一个市镇。总面积157.845平方公里，总人口3262人，人口密度20.7人/平方公里。